# Sobre los milagros
"Sobre los milagros" (en inglés: Of Miracles) es el título de la Sección X de Investigación sobre el entendimiento humano (1748) de David Hume.

## Visión general
En pocas palabras, Hume define un milagro como una violación de una ley de la naturaleza (entendida como una regularidad de la experiencia pasada proyectada por la mente a casos futuros) y argumenta que la evidencia de un milagro nunca es suficiente para la creencia racional porque es más probable que un informe de un milagro sea falso como resultado de una percepción errónea, una transmisión errónea o un engaño ("que esta persona debe engañar o ser engañada" ), que realmente haya ocurrido una violación de la regularidad de la experiencia . Por razones obvias, el argumento ha enfurecido a algunos cristianos, especialmente dada la referencia a la Resurrección:
Cuando alguien me dice que vio resucitar a un muerto, inmediatamente considero conmigo mismo si es más probable que esta persona engañe o sea engañada, o que el hecho que relata haya sucedido realmente... Si la falsedad de su testimonio fuera más milagrosa que el acontecimiento que relata; entonces, y no hasta entonces, puede pretender dominar mi creencia u opinión

## Orígenes y texto
Hume no publicó sus puntos de vista sobre los milagros en sus primeros Tratado de la naturaleza humana de 1739, y las secciones sobre milagros fueron a menudo omitidas por los editores en las primeras ediciones de su Investigación sobre el entendimiento humano de 1748.
Por ejemplo, en la edición del siglo XIX de la Investigación de Hume (en la serie de Sir John Lubbock, "Cien libros"), se omitieron las secciones X y XI, apareciendo en un Apéndice con la explicación engañosa de que normalmente se dejaban fuera de la lista. ediciones populares. Aunque las dos secciones aparecen en el texto completo de la Investigación en ediciones modernas, el capítulo X también se ha publicado por separado, tanto como un libro separado como en colecciones.
En su carta de diciembre de 1737 a su amigo y pariente Henry Home, Lord Kames, Hume expuso sus razones para omitir las secciones sobre milagros en el Tratado anterior. Describió cómo procedió a "castrar" el Tratado para "ofender lo menos posible" a los religiosos. Agregó que había considerado publicar el argumento contra los milagros, así como otros argumentos antiteístas, como parte del Tratado, pero decidió no hacerlo para no ofender la sensibilidad religiosa de los lectores.

## El argumento

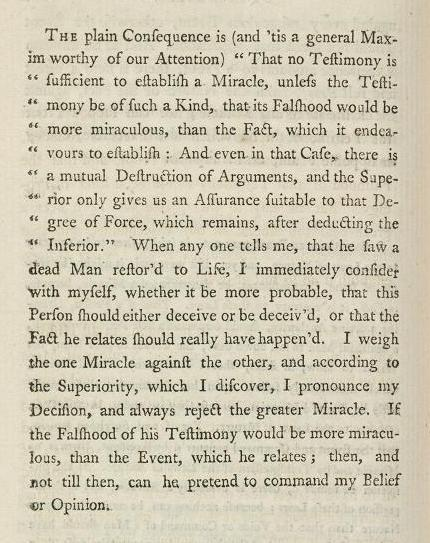

Hume comienza diciéndole al lector que cree que ha "descubierto un argumento... que, si es justo, será, para los sabios y eruditos, un freno eterno a todo tipo de engaño supersticioso".
Hume primero explica el principio de evidencia: la única forma en que podemos juzgar entre dos afirmaciones empíricas es sopesando la evidencia. El grado en que creemos una afirmación sobre otra es proporcional al grado en que la evidencia de una supera la evidencia de la otra. El peso de la evidencia es una función de factores tales como la confiabilidad, la forma y el número de testigos.

Ahora bien, un milagro se define como "una transgresión de una ley de la naturaleza por una voluntad particular de la Deidad, o por la interposición de algún agente invisible". Las leyes de la naturaleza, sin embargo, son establecidas por "una experiencia firme e inalterable"; se basan en el testimonio sin excepciones de innumerables personas en diferentes lugares y épocas. De esta manera, Hume tiene cuidado de distinguir lo milagroso de lo meramente maravilloso o inusual.
Nada se considera un milagro, si alguna vez sucede en el curso común de la naturaleza. No es un milagro que un hombre, aparentemente en buena salud, muera repentinamente: porque tal tipo de muerte, aunque más inusual que cualquier otra, se ha observado con frecuencia que sucede. Pero es un milagro que un muerto vuelva a la vida; porque eso nunca se ha observado en ninguna época o país.
Como la evidencia de un milagro siempre es limitada, como los milagros son eventos únicos que ocurren en momentos y lugares particulares, la evidencia del milagro siempre será superada por la evidencia en contra – la evidencia de la ley de la cual se supone que es el milagro una transgresión
Hay, sin embargo, dos formas de neutralizar este argumento. Primero, si el número de testigos del milagro es mayor que el número de testigos de la operación de la ley, y segundo, si un testigo es completamente confiable (porque entonces ninguna cantidad de testimonio contrario será suficiente para pesar más que la cuenta de esa persona). Hume, por lo tanto, expone, en la segunda parte de la sección X, una serie de razones que tenemos para nunca sostener que esta condición se ha cumplido. Primero afirma que ningún milagro ha tenido de hecho suficientes testigos de suficiente honestidad, inteligencia y educación. Continúa enumerando las formas en que los seres humanos carecen de total confiabilidad:
- Las personas son muy propensas a aceptar lo insólito e increíble, que excita agradables pasiones de sorpresa y asombro.
- Quienes tienen fuertes creencias religiosas a menudo están preparados para dar pruebas que saben que son falsas, "con las mejores intenciones del mundo, en aras de promover una causa tan santa".[10]
- La gente suele ser demasiado crédula ante tales testigos, cuya aparente honestidad y elocuencia (junto con los efectos psicológicos de lo maravilloso descrito anteriormente) pueden superar el escepticismo normal.
- Las historias de milagros tienden a tener su origen en "naciones ignorantes y bárbaras"[11] – ya sea en otras partes del mundo o en el pasado de una nación civilizada. La historia de cada cultura muestra un patrón de desarrollo a partir de una gran cantidad de eventos sobrenaturales – "[p]rodigios, presagios, oráculos, juicios"[9] – que disminuye constantemente con el tiempo, a medida que la cultura crece en conocimiento y comprensión del mundo.

Hume termina con un argumento que es relevante para lo anterior, pero que introduce un nuevo tema: el argumento de los milagros. Señala que muchas religiones diferentes tienen sus propias historias de milagros. Dado que no hay razón para aceptar algunas de ellas pero no otras (aparte de un prejuicio a favor de una religión), entonces debemos considerar que todas las religiones han sido probadas como verdaderas – pero dado el hecho de que las religiones se contradicen entre sí, esto no puede sea el caso.

## Crítica
RF Holland ha argumentado que no es necesario aceptar la definición de "milagro" de Hume, y que un evento no necesita violar una ley natural para ser considerado milagroso, aunque, como ha señalado  J.C.A. Gaskin, otras definiciones de los milagros los hacen caer bajo el orden de la naturaleza, y entonces estarían sujetos a la crítica de Hume al argumento teleológico. Ha sido argumentado por críticos como el ministro presbiteriano George Campbell, que el argumento de Hume es circular. Es decir, basa su caso contra la creencia en los milagros en la afirmación de que las leyes de la naturaleza están respaldadas por un testimonio sin excepciones, pero el testimonio solo puede considerarse sin excepciones si descartamos la ocurrencia de milagros. El filósofo John Earman ha argumentado que el argumento de Hume es "en gran medida poco original y principalmente sin mérito donde es original", citando la falta de comprensión de Hume del cálculo de probabilidades como una fuente importante de error. Sin embargo, los eruditos de Hume fueron casi unánimes en rechazar el relato de Earman. Fogelin y Vanderburgh muestran en detalle cómo Earman y otros críticos han cometido graves errores al interpretar el relato de los milagros de Hume y su tratamiento de la probabilidad evidencial. J. P. Moreland y William Lane Craig están de acuerdo con la evaluación básica de Earman y han criticado el argumento de Hume en contra de poder identificar los milagros al afirmar que la teoría de Hume "no tiene en cuenta todas las probabilidades involucradas" y "él asume incorrectamente que los milagros son intrínsecamente altamente improbables".
C. S. Lewis se hace eco del sentimiento de Campbells en su libro Miracles: A Preliminary Study, cuando argumenta que Hume comienza planteando la pregunta. Él dice que la proposición inicial de Hume, que las leyes de la naturaleza no se pueden romper, es efectivamente la misma pregunta que '¿Ocurren los milagros?'. Esto, sin embargo, malinterpreta la posición de Hume sobre las leyes de la naturaleza, según la cual no son verdades metafísicas a priori sino generalizaciones empíricas. En varios lugares de la Investigación, Hume señala explícitamente que las leyes de la naturaleza pueden tener excepciones.